# カワサキ・J
カワサキ・J（ジェイ）は、川崎重工業モーターサイクル&エンジンカンパニー（現・カワサキモータース）が開発し、2015年モデルから欧州市場向けに発売しているスクータータイプのオートバイである。

## 概要
- シリーズ車種として排気量別に125ccと300ccの2車種をラインナップしており、ABSを標準装備している。
- 川崎重工業は、スクーター特有の機構であるユニットスイングエンジンを持たないため、キムコから、電子制御インジェクション4ストローク単気筒エンジンの供給を受けている。